# Paraphrynus laevifrons
Espèce
Synonymes
- Tarantula laevifrons Pocock, 1894

Paraphrynus laevifrons est une espèce d'amblypyges de la famille des Phrynidae.

## Distribution
Cette espèce se rencontre en Colombie, au Panama, au Costa Rica, au Nicaragua et au Salvador.

## Description
L'holotype mesure 24 mm.

## Publication originale
- Pocock, 1894 : Notes on the Pedipalpi of the family Tarantulidae contained in the collection of the British Museum. Annals and Magazine of Natural History, sér. 6, vol. 14, p. 273-298 (texte intégral).